# Война окончена!
«Война окончена! Вдохновлено музыкой Джона и Йоко» (англ. War Is Over!) — короткометражный анимационный фильм 2023 года режиссёра Дэйва Маллинза. В 2024 году получил «Оскар» в номинации «Лучший анимационный короткометражный фильм».
Герои картины, созданной под впечатлением от рождественского гимна Джона Леннона, — двое солдат, которые играют в шахматы по переписке. Действие происходит во время войны, которая похожа на Первую мировую.